# Baničevec
Baničevec – wieś w Chorwacji, w żupanii zagrzebskiej, w gminie Rakovec. W 2011 roku liczyła 197 mieszkańców.